# Вулканичен кратер
Вижте пояснителната страница за други значения на Кратер.
Вулканичен кратер (на старогръцки: κρατήρ – голяма чаша) се нарича чашкообразното гърло на активен или изгаснал вулкан с диаметър от десетки метри до няколко километра и дълбочина от няколко метра до стотици метри. Кратерите се образуват при вулканични изригвания, в резултат от падане на метеорит или при големи изкуствени взривове. Вулканичният кратер обикновено е разположен на върха или по склоновете на вулкана. На дъното на кратера обичайно има няколко гърла, по които на повърхността излизат лава и други вулканични продукти, издигащи се по възходящи канали от магменото огнище, разположено под вулкана. В някои случаи дъното на кратера е заето от лавово езеро или от малки новообразувани конуси. Когато стените на кратера станат много стръмни те могат да се съборят навътре в гърлото на вулкана, да запушат магмените гърла и тогава кратерът се превръща в калдера.
Лунните и марсиански кратери представляват заоблени падини, заобиколени от валове. Диаметрите на някои достигат до 100 – 200 km, а дълбочината до няколко km. Сред тях се различават кратери образувани при падането на метеорити и астероиди и кратери с вулканичен произход, сходни със земните вулканични кратери и калдери.